# Moulin Rouge
Moulin Rouge (fransk udtale: [mu.lɛ̃ ʁuʒ], fransk for røde mølle) er en kabaret i Paris, Frankrig.
Huset blev grundlagt i 1889 af Charles Zidler og Joseph Oller, som også ejede L'Olympia. Moulin Rouge ligger tæt på Montmartre i distriktet Pigalle på Boulevard de Clichy i det 18. arrondissement, og er markeret med en rød vindmølle på taget. Den nærmeste metrostation er Blanche.
Moulin Rouge er bedst kendt som det åndelige fødested for den moderne form af cancan-dansen. Den blev oprindeligt indført som en forførende dans af kurtisaner, som arbejdede på stedet, og udviklede sig til sin egen form for underholdning og førte til indførelsen af kabareter over hele Europa. I dag er Moulin Rouge en turistattraktion, som tilbyder musikalsk danseunderholdning for besøgende fra hele verden. Klubbens indretning indeholder stadig meget af romancen fra begyndelsen af det 20. århundrede i Frankrig.